# Andrena ramayana
Andrena ramayana là một loài Hymenoptera trong họ Andrenidae. Loài này được Tadauchi & Matsumura mô tả khoa học năm 2007.